# 등대섬

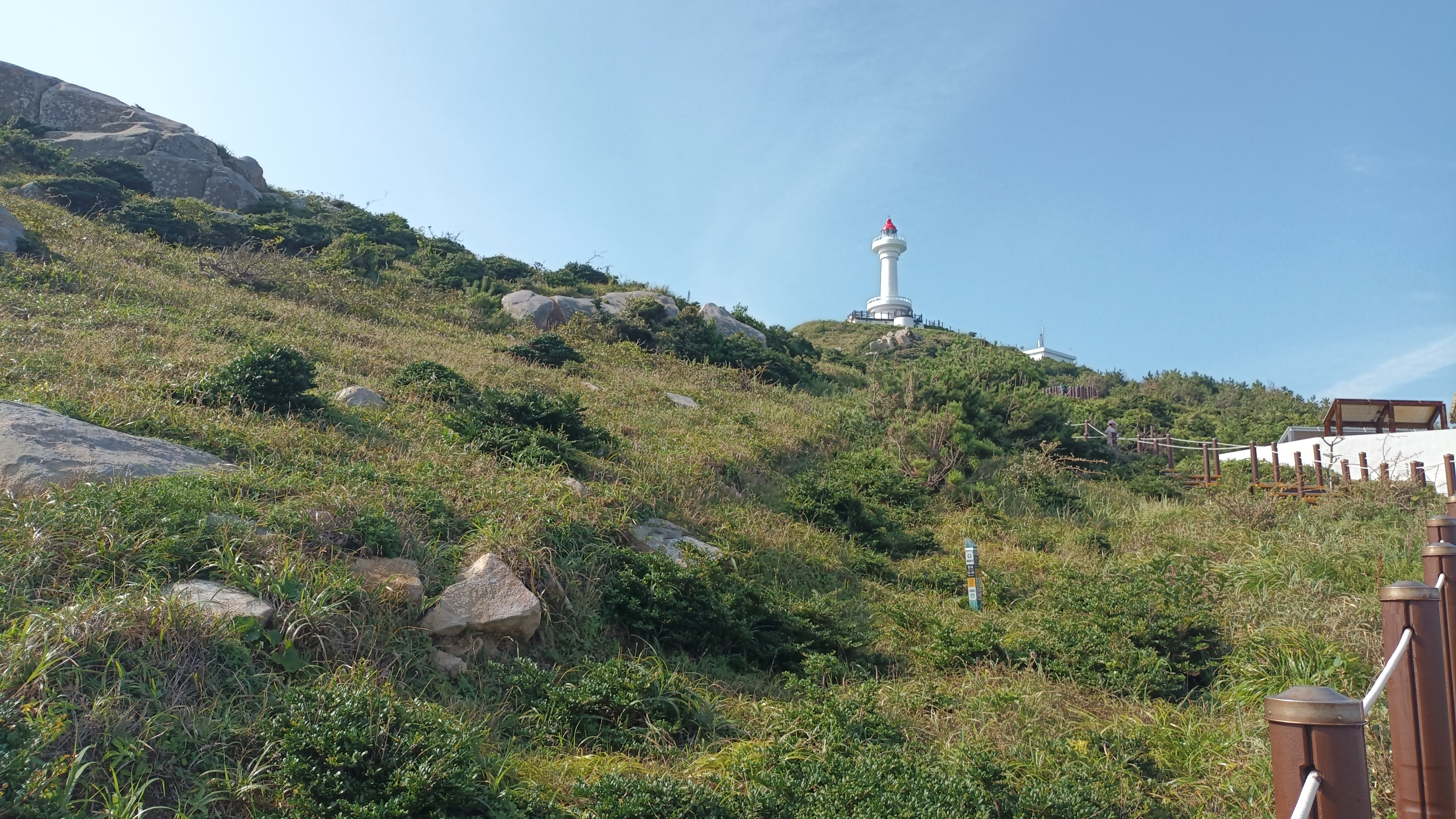
등대도의 등대

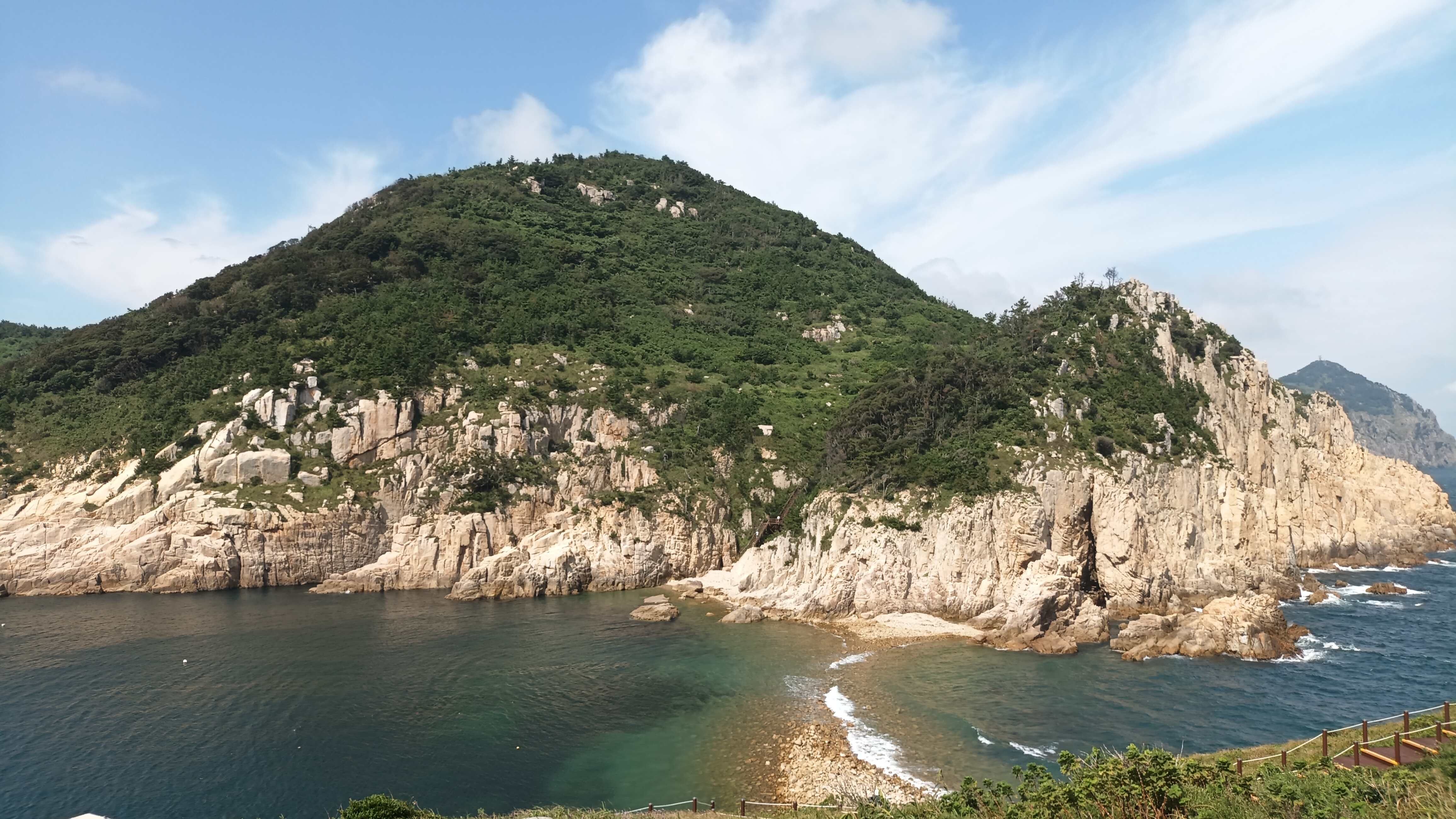
등대도에서 바라본 소매물도 화강반암

등대섬(燈臺島)은 대한민국 경상남도 통영시 한산면 매죽리에 있는 섬이다. 소매물도에 부속된 섬 중의 하나이다. 특정도서로 지정하여 관리되고 있으며, 2006년 8월 24일 대한민국의 명승 제18호로 지정되었다.

## 개요
소매물도 등대섬은 깎아지른 해안절벽을 따라 중생대 백악기의 화강반암이 갈라지고 쪼개어진 수평·수직절리들이 기하학적 암석경관을 이루며, 파도의 침식작용으로 형성된 해식애(절벽), 해식동굴 등이 곳곳에 발달하여 해안 지형 경관이 절경을 이루고 있어 ‘통영 8경’중 하나로도 잘 알려져 있다.
이 섬은 해양성 기후의 영향을 받아 초지가 발달하고 관목류의 식생이 섬 전체를 덮어 아름다운 초지경관을 형성하고 있으며, 해안 절벽 위에 서있는 백색 등대와 절묘한 조화를 이루어 이국적인 풍경을 연출하는 등 자연경관적·지질학적 가치가 뛰어나 명승으로 지정하였다.

## 특정도서
등대섬은 지형·경관이 매우 우수하고, 식생의 자연성이 높고 보전상태가 양호하며, 멸종위기동물인 매가 서식하고 있어 독도 등 도서지역의 생태계보전에 관한 특별법에 의거 특정도서로 지정되었다.
- 명칭 : 등대도
- 지정번호 : 제32호
- 지정일자 : 2000년 9윌 5일
- 면적 : 75,360m2
- 지번 : 경상남도 통영시 한산면 매죽리 산65, 178-1, 178-2

### 행위 제한
특정도서안에서는 「독도법」 제8조에 의거 누구든지 다음 각호의 1에 해당하는 행위를 하거나 허가를 하여서는 아니된다.
- 건축물·공작물의 신축·개축·증축
- 개간·매립·준설 또는 간척
- 택지의 조성·토지의 형질변경·토지의 분할
- 공유수면의 매립
- 입목·죽의 벌채 또는 훼손
- 도로의 신설
- 흙·모래·자갈·돌의 채취, 광물의 채굴, 지하수의 개발
- 가축의 방목, 야생동물의 포획·살생 또는 그 알의 채취, 야생식물의 채취
- 특정도서에 서식하거나 도래하는 야생 동·식물 또는 특정도서 안에 존재하는 자연적 생성물을 그 섬 밖으로 반출하는 행위
- 특정도서 안으로 생태계 위해 외래 동·식물을 반입하는 행위
- 폐기물을 매립 또는 투기하는 행위
- 인화물질을 이용하여 음식물을 짓거나 야영을 하는 행위
- 지질·지형·자연적 생성물의 형상손괴 기타 이와 유사한 행위

## 같이 보기
- 소매물도
- 통영시의 지질

## 참고 자료
- 소매물도 등대섬 - 국가유산청 국가유산포털